# Heterophotus ophistoma
Heterophotus ophistoma är en fiskart som beskrevs av Regan och Ethelwynn Trewavas 1929. Heterophotus ophistoma ingår i släktet Heterophotus och familjen Stomiidae. Inga underarter finns listade i Catalogue of Life.